# لي دبليو. فولتون
لي دبليو. فولتون (بالإنجليزية: Lee W. Fulton)‏ هو ضابط أمريكي، ولد في 30 مايو 1910 في مقاطعة مورغان في الولايات المتحدة، وتوفي في 29 أكتوبر 1976.